# Autoroute A18 (Portugal)
Pour les articles homonymes, voir A18.
L'autoroute portugaise A18 est une autoroute qui est actuellement en projet et qui connectera l'  à proximité de Torres Vedras à l' et l'  à proximité de Carregado.
Sa longueur sera de 27 km.

## État des tronçons
| Tronçon                   | État (2011) | km |
| ------------------------- | ----------- | -- |
| Torres Vedras - Carregado | En projet   | 27 |